# Lục bộ nhà Triều Tiên
Lục bộ nhà Triều Tiên (phiên âm Hán Việt là Lục tào (六曹), so với Lục bộ của Việt Nam) là các cơ quan hành pháp của Nhà Triều Tiên. Lục tào bao gồm bộ Bộ Lại (Ijo), Bộ Hộ (Hojo), Bộ Lễ (Yejo), Bộ Binh (Byeongjo), Bộ Hình (Hyeongjo), và Bộ Công (Gongjo).
Được thành lập vào năm 1298. Hệ thống bộ của nhà Triều Tiên cũng tương tự như triều đại Cao Ly. Bộ này có nhiều quyền lực dưới nhà Triều Tiên, và tầm quan trọng của nó tương tự như sức mạnh của triều đại này. Vào tháng 12 năm 1895, sau Chiến tranh Thanh-Nhật và như một phần của Cải cách Gabo, một loạt bảy bộ được mô phỏng hóa sau Nội các Nhật Bản, và được thành lập sau 10 năm sau.

## Thành phần
| Tên      | Hangul | Hanja | Thông tin                                 |
| -------- | ------ | ----- | ----------------------------------------- |
| Ijo      | 이조   | 吏曹  | Lại Tào (nhân sự, nội vụ)                 |
| Hojo     | 호조   | 戶曹  | Hộ Tào (tài chính, thuế khóa)             |
| Yejo     | 예조   | 禮曹  | Lễ Tào (nghi lễ)                          |
| Byeongjo | 병조   | 兵曹  | Binh Tào (quốc phòng)                     |
| Hyeongjo | 형조   | 刑曹  | Hình Tào (luật lệ, hình phạt)             |
| Gongjo   | 공조   | 工曹  | Công Tào (xây dựng và giao thông vận tải) |